# Шадріно (Сарапульський район)
Ша́дріно (рос. Шадрино) — присілок в Сарапульському районі Удмуртії, Росія.
Урбаноніми:
- вулиці — Зарічна, Миру, Молодіжна, Нагірна, Першотравнева, Польова, Праці, Радянська, Садова, Шкільна
- провулки — Дорожній, Дружний

## Населення
Населення становить 673 особи (2010, 651 у 2002).
Національний склад (2002):
- росіяни — 95 %